# Gunnar Thalberg
Sven Gunnar Thalberg, född 7 december 1913 i Lund, död 4 augusti 2001, var en svensk inredningsarkitekt.
Thalberg, som var son till konstsmidesmästare Gottfrid Thalberg och Josefine Börjesson, studerade vid Tekniska skolan i Stockholm 1936–1938, Högre Konstindustriella Skolan 1938–1941. Han anställdes som inredningsarkitekt hos AB Svensk Kontorsmöbelindustri Stockholm 1943, som inredningsarkitekt och chef hos AB Jörns Möbler i Stockholm 1945 samt var formgivare, inredningsarkitekt och konstnärlig ledare hos Hallbergs Industri AB i Mölndal och bedrev konsulterande inredningsarkitekt från 1949.